# .mail
.mail este un domeniu de internet de nivel superior, pentru companii care oferă servicii de e-mail.